# Platycoryne
Genre
Platycoryne est un genre d'orchidées.

## Liste d'espèces
Selon Catalogue of Life (3 octobre 2017) :
- Platycoryne affinis Summerh.
- Platycoryne alinae Szlach.
- Platycoryne ambigua (Kraenzl.) Summerh.
- Platycoryne brevirostris Summerh.
- Platycoryne buchananiana (Kraenzl.) Rolfe
- Platycoryne crocea Rolfe
- Platycoryne guingangae (Rchb.f.) Rolfe
- Platycoryne isoetifolia P.J.Cribb
- Platycoryne latipetala Summerh.
- Platycoryne lisowskiana Szlach. & Kras
- Platycoryne macroceras Summerh.
- Platycoryne mediocris Summerh.
- Platycoryne megalorrhyncha Summerh.
- Platycoryne micrantha Summerh.
- Platycoryne ochyrana Szlach., Mytnik, Rutk., Jerch. & Baranow
- Platycoryne paludosa (Lindl.) Rolfe
- Platycoryne pervillei Rchb.f.
- Platycoryne protearum (Rchb.f.) Rolfe
- Platycoryne trilobata Summerh.

Selon The Plant List (3 octobre 2017) :
- Platycoryne affinis Summerh.
- Platycoryne alinae Szlach.
- Platycoryne ambigua (Kraenzl.) Summerh.
- Platycoryne brevirostris Summerh.
- Platycoryne buchananiana (Kraenzl.) Rolfe
- Platycoryne crocea Rolfe
- Platycoryne guingangae (Rchb.f.) Rolfe
- Platycoryne isoetifolia P.J.Cribb
- Platycoryne latipetala Summerh.
- Platycoryne lisowskiana Szlach. & Kras
- Platycoryne macroceras Summerh.
- Platycoryne mediocris Summerh.
- Platycoryne megalorrhyncha Summerh.
- Platycoryne micrantha Summerh.
- Platycoryne ochyrana Szlach., Mytnik, Rutk., Jerch. & Baranow
- Platycoryne paludosa (Lindl.) Rolfe
- Platycoryne pervillei Rchb.f.
- Platycoryne protearum (Rchb.f.) Rolfe
- Platycoryne trilobata Summerh.

Selon Tropicos (3 octobre 2017) (Attention liste brute contenant possiblement des synonymes) :
- Platycoryne affinis Summerh.
- Platycoryne alinae Szlach.
- Platycoryne ambigua (Kraenzl.) Summerh.
- Platycoryne aurea Rolfe
- Platycoryne brevirostris Summerh.
- Platycoryne buchananiana (Kraenzl.) Rolfe
- Platycoryne crocea (Schweinf. ex Rchb. f.) Rolfe
- Platycoryne distincta J. L. Stewart & la Croix
- Platycoryne elegantula (Hoehne) Summerh.
- Platycoryne grandiflora Summerh.
- Platycoryne guingangae (Rchb. f.) Rolfe
- Platycoryne heterophylla Summerh.
- Platycoryne isoetifolia P.J. Cribb
- Platycoryne kitondo Summerh.
- Platycoryne latipetala Summerh.
- Platycoryne macroceras Summerh.
- Platycoryne mediocris Summerh.
- Platycoryne megalorrhyncha Summerh.
- Platycoryne micrantha Summerh.
- Platycoryne montis-elgon (Schltr.) Summerh.
- Platycoryne ochrantha (Schltr.) Summerh.
- Platycoryne paludosa (Lindl.) Rolfe
- Platycoryne pervillei Rchb. f.
- Platycoryne poggeana Rolfe
- Platycoryne protearum (Rchb. f.) Rolfe
- Platycoryne rautanenii (Kraenzl.) Szlach. & Olszewski
- Platycoryne robynsiana Geerinck
- Platycoryne stuhlmannii (Kraenzl. ex Schltr.) Schltr.
- Platycoryne tenuicaulis (Rendle) Rolfe
- Platycoryne trilobata Summerh.
- Platycoryne ukingensis (Schltr.) Summerh.
- Platycoryne wilfordii Rolfe